# Herbert Eichholzer

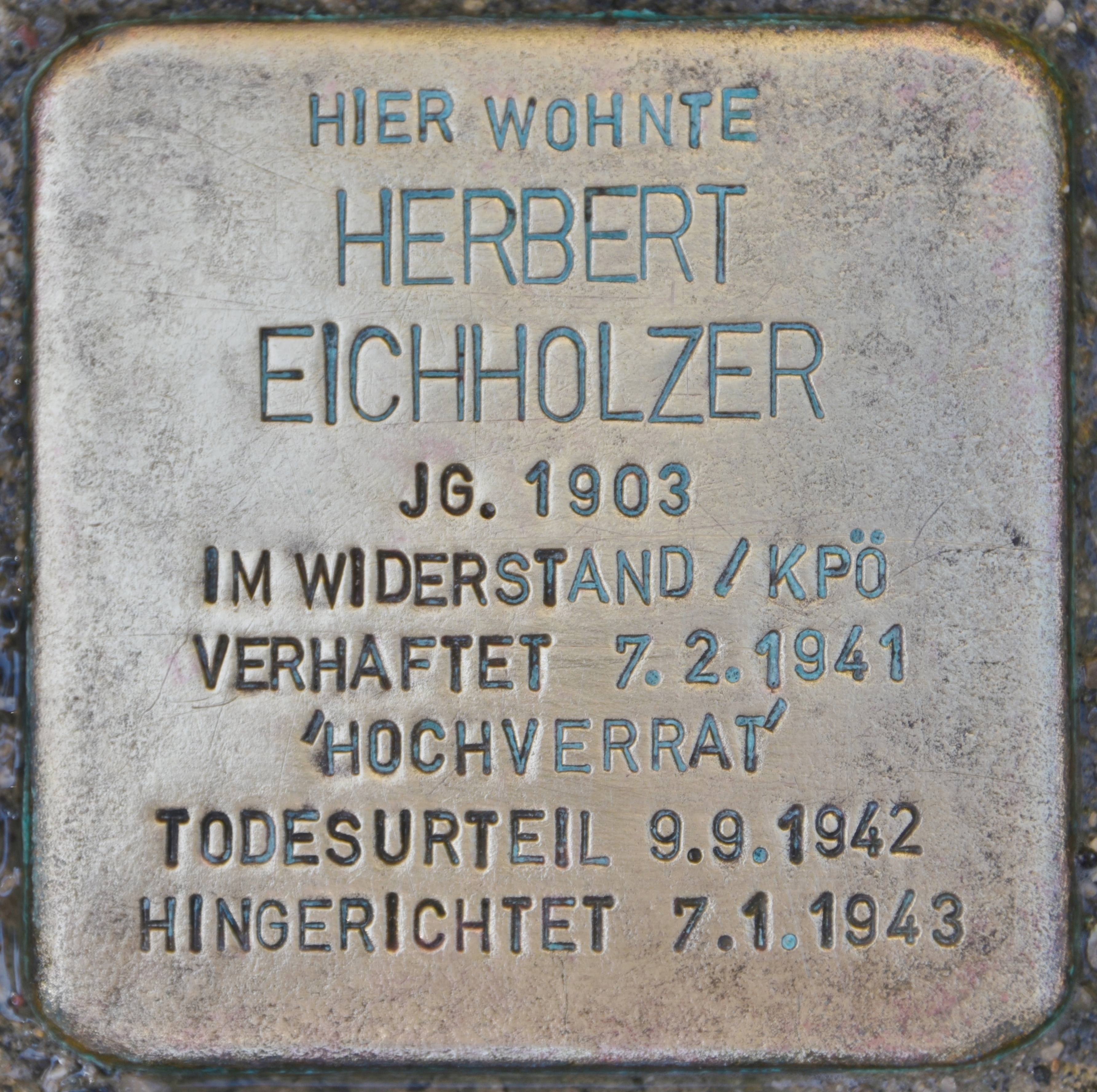
Stolperstein für Herbert Eichholzer

Herbert Eichholzer (* 31. Jänner 1903 in Graz; † 7. Jänner 1943 in Wien) war österreichischer Architekt und Widerstandskämpfer gegen den Nationalsozialismus.

## Familie
Herbert Eichholzer wohnte mit seinem um vier Jahre jüngeren Bruder Alfred und seinen Eltern Karl und Adele Eichholzer, beide Handelsreisende, ab 1913 in Graz in der Kirchengasse 15 (heute: Schröttergasse 7). Oft war die Familie in der Ramsau und im Salzkammergut, der Heimat der Mutter, wo Herbert ein begeisterter Skifahrer und Kletterer wurde.

## Schule
Nach der Volksschule besuchte Herbert Eichholzer das Staats-Realgymnasium Lichtenfels, wechselte jedoch später in die 2. Staats-Realschule in der Grazer Pestalozzigasse, wo er 1922 maturierte. Noch während der Schulzeit schloss er sich der „Wandervogelbewegung“ in Graz an.
Herbert Eichholzer begann im Herbst 1922 an der Technischen Universität in Graz mit dem Studium der Architektur. 1926 traf er den Linzer Architekten Julius Schulte, der Eichholzer in seinen frühen Bauten und Entwürfen stark beeinflusste. Doch noch mehr beeinflusste ihn Friedrich Zotter. Er war Mentor des „Akademischen Architektenvereins“ (A. A. V.) und organisierte im Namen dieses Vereins viele Architekturwettbewerbe für Studierende. Solch einen gewann Eichholzer im Frühjahr 1927. Die Auswirkungen dieses Wettbewerbs waren für Eichholzer sehr positiv, da sie nach drei Ausstellungen noch im Oktober 1927 seinen ersten öffentlichen Auftrag zur Folge hatten.
Bald darauf folgten 1928 in Graz die Steirische Jubiläums-Kunstschau, in der einige Entwürfe und Arbeiten von Herbert Eichholzer gezeigt wurden wie der Umbau eines Lichtspieltheaters in Judenburg (Dezember 1927) und die Errichtung eines von Eichholzer geplanten, dreigeschoßigen Wohnhauses. Im Juli 1928 schloss Eichholzer sein Studium ab.

## Studienreisen
In den 1920er Jahren unternahm Herbert Eichholzer viele Wanderungen und Forschungsreisen, die seine politische und soziale Einstellung prägten. Diese führten ihn u. a. nach Bulgarien, Griechenland, Frankreich Spanien, Italien, Kleinasien, Abessinien, Eritrea und Somaliland.

## Arbeiten in Duisburg, Paris, Graz und Moskau
Ab Juni 1928 war Herbert Eichholzer technischer Leiter der Stahlhaus GmbH Duisburg und errichtete im Auftrag dieser Firma erdbebensichere Fertigteil-Stahlhäuser. Er kündigte diese Stelle aber schon nach einem Jahr, da sie „rein schöpferischer Arbeit keinen Platz ließ“. Anschließend ging er für drei Monate nach Paris, wo er als Praktikant bei den Architekten Le Corbusier und Pierre Jeanneret arbeitete. Dieser Parisaufenthalt war für seine weitere Entwicklung von großer Bedeutung. Viele von Eichholzers Arbeiten aus den 1930er Jahren zeigen große Ähnlichkeit mit denen von Le Corbusier.
Nach seiner Rückkehr von Paris nach Graz war Eichholzers erste selbstständige Arbeit, ein dreigeschoßiger Wohnbau in Judenburg.
Nachdem in der Weltwirtschaftskrise Aufträge für Eichholzer ausblieben, übernahm er von August 1931 bis Juni 1932 die Bauleitung des Grazer Arbeitsamtes.
Von September 1932 bis Jänner 1939 arbeitete er mit einer Frankfurter Planungsgruppe in Moskau, wo er Wohnstädte für die Zentren der Schwerindustrie errichtete: das Standardgorprojekt in Moskau, für das er neue Wohnungstypen entwickelte.

## Eigene Ateliers, Arbeitsgemeinschaften und Bürogemeinschaften
Nach einem eigenen Atelier in der Jahngasse teilte sich Eichholzer mit Rudolf Nowotny ein Atelier in der Gleisdorfergasse 4. Nowotny starb aber schon drei Wochen nach Eichholzers Rückkehr aus Moskau. Daraufhin bildete Eichholzer von 1933 bis 1936 eine Arbeitsgemeinschaft mit Viktor Badl.
1936 wurde aus der Arbeitsgemeinschaft eine Bürogemeinschaft, u. a. mit Friedrich Hodnik und Anna-Lülja Simidoff, spätere Anna-Lülja Praun, Eichholzers Lebensgefährtin.
1938 bis Anfang 1940 arbeitete er in Ankara und Istanbul als freier Mitarbeiter beim österreichischen Architekten Clemens Holzmeister.

## Auszeichnungen
1934 wurde Herbert Eichholzer die silberne Medaille der Stadt Graz verliehen und 1935 die Medaille der Brüsseler Weltausstellung. Nachdem Eichholzer 1932 Mitglied der Sezession wurde, erhielt er 1935 mit Viktor Badl den Staatspreis der Sezession 2 verliehen.

## Politische Wege
Schon 1926 schloss sich Eichholzer der „Vereinigung Sozialistischer Hochschüler“, der Studentengruppe der Sozialdemokratischen Partei, an. Zu diesem Zeitpunkt radikalisierte sich das innenpolitische Klima stark. Ab 1931 schlug sich Eichholzer auf die Seite der Linken und trat 1932 dem „Republikanischen Schutzbund“ bei.
Nachdem die sozialdemokratische Führung u. a. die Ausschaltung des Parlaments, das Verbot des Republikanischen Schutzbunds und die Einführung der Pressezensur ohne Widerstand hingenommen hatte, kritisierte die innerparteiliche Linksopposition – die Jungfront, der auch Herbert Eichholzer angehörte – den defensiven Kurs und rief im Jänner 1934 zum Kampf für ein freies Österreich auf.
Als sich Eichholzer einen Monat später an den „Februarkämpfen“ beteiligte, wurde er verhaftet, jedoch noch im März 1934 wieder entlassen.
1937 schloss er sich dann der „Vaterländischen Front“ an. 1938 wirkte Eichholzer an der ersten Ausgabe der Kulturzeitschrift „Plan“ mit, deren Herausgeber sich offen gegen den Nationalsozialismus gestellt hatten. Außerdem verteilte er 1938 vor der Volksabstimmung im Auftrag der Sozialen Arbeitergemeinschaft Flugblätter gegen den Anschluss Österreichs an Deutschland.
Nachdem Bundeskanzler Schuschnigg zurückgetreten war, floh Eichholzer 1938 nach Triest und weiter über die Schweiz nach Paris, dem Zentrum des politischen Exils, aber auch der Sozialdemokratischen Partei Österreichs und der KPÖ, wo er ein halbes Jahr blieb. In Paris organisierte Eichholzer unter dem Decknamen „Karl Hase“ Umschulungen und Hilfe für Flüchtlinge aus Österreich. Als Clemens Holzmeister, ein alter Freund Eichholzers, in der Türkei zu einem Wettbewerb eingeladen wurde, folgte ihm Eichholzer dorthin und wurde mit der Umsetzung des Projekts betraut. Im November ging Eichholzer nach Tarabya nahe Istanbul, wo er für Kost und Logis im Atelier von Holzmeister arbeitete. Zugleich baute er mit Margarete Schütte-Lihotzky die Auslandsgruppe der KPÖ in der Türkei auf.

## Rückkehr nach Graz
Um das illegale Widerstandsnetz gegen den Nationalsozialismus wieder aufzubauen, kehrte Eichholzer im April 1940, nachdem er eine Rückreiseerlaubnis der Gestapo erhalten hatte, indem er vorgab, sich von jetzt an nur noch nationalsozialistisch zu betätigen, nach Graz zurück. Auf seiner Rückreise traf er einen Vertreter der KPÖ, der ihm den Auftrag gab, einen illegalen Grenzverkehr nach Zagreb einzurichten, eine Verbindung zwischen der kommunistischen Organisation und dem Auslandsapparat der KPÖ herzustellen und die selbstständigen KPÖ-Gruppen zu einer einzigen zusammenzufassen.
Eichholzer hatte sich als Kriegsfreiwilliger gemeldet, um auch innerhalb der Wehrmacht politisch tätig werden zu können. Nachdem Herbert Eichholzer am 24. Juli 1940 einberufen worden war, wurde diese Berufung am nächsten Tag widerrufen. Er protestierte gegen diesen Beschluss und wurde am 18. Oktober 1940 schließlich doch eingezogen; er trat seinen Dienst als Sonderführer für das Frontstalag 240 an, das in Verdun eingesetzt werden sollte.

## Flugblatt gegen Euthanasie
Gleich nach seiner Einberufung verfasste er, u. a. mit Karl Drews, Josef Neuhold, Anton Kröpfl und Franz Weiß, Flugblätter, welche dann zur Verbreitung an Widerstandsgruppen in der Steiermark verteilt wurden. Eines dieser Flugblätter berichtete über die NS-Euthanasie:

„In Steinhof in Wien, das seinerzeit von der Gemeinde Wien für Nervenkranke erbaut worden war, und wo sich 6000 Kranke befanden, brachten die Nazis einen neuen Beweis für die Menschlichkeit. Findig wie sie sind, entdeckten sie, dass die armen Geisteskranken nichts für den hitlerschen Krieg tun. Sondern nur von den angeblich für drei Jahre aufgespeicherten Lebensmittelmengen essen. Im Dritten Reich ist ein solcher Mensch, wenn er auch ein kranker Mensch ist, ein Volksschädling. So gingen diese nationalsozialistischen Unmenschen her, steckten die Narren vom Steinhof in Omnibusse und führten sie ins Altreich. Angeblich sollten sie dort in besseren Anstalten untergebracht werden. Nach kurzer Zeit wurden die Eltern oder Verwandten vom Tod ihres Angehörigen verständigt. Als Todesursache wurde Lungenentzündung, Blinddarm- oder Mandelentzündung udgl. angegeben. Eine Mutter, deren Tochter auch von Steinhof abtransportiert worden war, wurde benachrichtigt, dass ihre Tochter an Mandelentzündung gestorben sei. Und erhielt gleich die Urne mit der Asche zugestellt. Die Mutter schrieb zurück, dass dies unmöglich ist, da ihrer Tochter diese schon als Kind herausgeschnitten wurden. Antwort erhielt sie keine, wohl aber dafür eine zweite Urne. Auch kam vor, dass Leute an Blinddarmentzündung gestorben sein sollen, obgleich ihnen der Blinddarm schon früher durch eine Operation entfernt worden war. Von 6000 Nervenkranken sind nur mehr 2000 in Steinhof. (Inzwischen dürfte die Zahl schon wieder kleiner geworden sein.) Aber damit nicht genug. Auch vollkommen normale, aber auch alte Leute, die im Altersfürsorgeheim lebten, wurden abtranportiert und starben eines solch merkwürdigen Todes. Es waren Anfang September schon zwei Pavillons auf diese Weise geleert. Viele Angehörige wollten den Leichnam sehen. Niemanden aber wurde dies gestattet. Sondern ihnen Einfach die Urne geschickt. Die Angehörigen vermuteten daher, dass diese armen Menschen als Versuchskaninchen für Hitlers Kriegszwecke gedient haben und dass man an ihnen neue Giftgase ausprobiert hat. Dasselbe erfahren wir von Feldhof in Graz. Nur soll es dort noch nicht dieses große Ausmaß wie in Wien erreicht haben. Ihr Nazi! Die anständigen Leute werden sich die Schandtaten merken. Vielleicht wird auch euer Hitler, den ihr vor März 1938 in Vorausahnung schon auf die Außenseite der Feldhofmauer gemalt habt, in Steinhof, aber innerhalb der Mauer landen. Wir werden wissen, was mit ihm und seinen Helfershelfern zu geschehen hat. Die Zeit ist nicht mehr fern. Kein anständiger Mensch kann mehr in dieser Partei bleiben, die kaltblütig und überlegt kranke und alte Leute mordet.“

## Verhaftung und Hinrichtung
Kurz nach seiner Rückkehr aus dem Weihnachtsurlaub zu seiner Einheit in Verdun am 20. Jänner 1941 wurde Herbert Eichholzer am 7. Februar 1941 verhaftet und in der Folge in das Militärgefängnis im 10. Bezirk in Wien überstellt.
Im Dezember 1941 begann er, eine an seine Richter gerichtete Autobiografie zu verfassen, um diesen seine Handlungsweise zu erklären, was aber nichts half, da er einem Gestapo-Spitzel über seine illegale kommunistische Tätigkeit schriftlich berichtet hatte.
Am 9. September 1942 wurde Eichholzer, wie auch Drews, Neuhold und Weiß, schließlich wegen Hochverrats zum Tode verurteilt. Nachdem das Gnadengesuch abgelehnt worden war, wurde Herbert Eichholzer am 7. Jänner 1943 hingerichtet. Er wurde im Familiengrab der Familie Eichholzer auf dem St.-Leonhard-Friedhof in Graz bestattet.

## Würdigung
Der Herbert Eichholzer Förderungspreis wird alle zwei Jahre an begabte Architekturstudenten vergeben. Der Förderungspreis soll einerseits die Verbundenheit der Stadt Graz und der Technischen Universität Graz mit Herbert Eichholzer symbolisieren und andererseits die verantwortungsbewusste Auseinandersetzung des Architekten mit den Strömungen seiner Zeit fortführen. Zugleich soll auch dem architektonischen Schaffen Herbert Eichholzers ein bleibendes Denkmal gesetzt werden.
In Graz (Bezirk St. Peter) wurde der Eichholzerweg nach Herbert Eichholzer benannt.
Zum Haus Albrecher-Leskoschek, Hilmteichstraße 24 (heute an das Gelände des Landeskrankenhauses angrenzend), als Gesamtkunstwerk – mit einem Wandbild von Axl Leskoschek – geplant von Herbert Eichholzer erschien ein architekturhistorisches Buch von Heimo Halbrainer et al. Kurz vor dem „Anschluss“ errichtet, diente das Haus auch als Treffpunkt und „Deckadresse“ des Widerstandes gegen den Nationalsozialismus.
Am 4. Juli 2014 wurde ihm zum Gedenken ein Stolperstein verlegt.